# Tribunal de Contas do Distrito Federal
O Tribunal de Contas do Distrito Federal (TCDF) é um tribunal de contas, órgão fiscalizador e controlador da administração financeira e orçamentária do Distrito Federal. Embora se trate de um órgão autônomo, é vinculado ao Poder Legislativo Distrital, exercido pela Câmara Legislativa, sendo incumbido de auxiliá-la tecnicamente no controle externo das contas públicas. Possui 7 conselheiros nomeados pelo governador e a Câmara.

## História

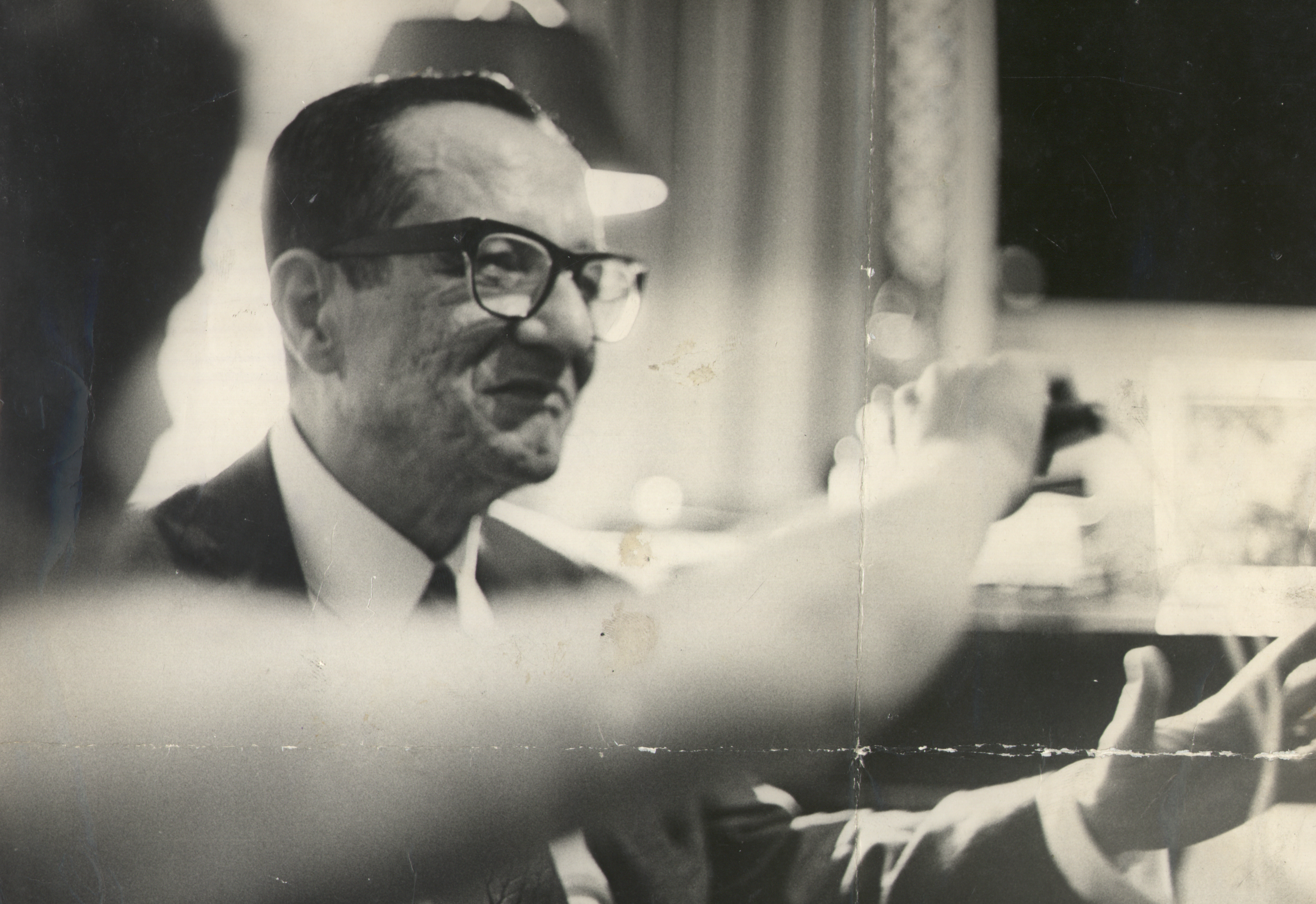
Ciro dos Anjos foi o primeiro presidente do tribunal

Com a inauguração de Brasília como a nova capital federal do país, o presidente Juscelino Kubitschek sancionou, em abril de 1960, a Lei nº 3.751, responsável por fixar a organização administrativa inicial da cidade. Na época, como o Senado Federal era responsável pelo Poder Legislativo no DF, através da Comissão do Distrito Federal, a legislação estabeleceu que o tribunal atuaria como órgão auxiliar na fiscalização orçamentária e financeira da cidade. Também eram os senadores os responsáveis por aprovarem os conselheiros designados pelo prefeito.
O tribunal foi instalado em 15 de setembro de 1960, dez dias após a inauguração do Tribunal de Justiça. O prefeito Israel Pinheiro designou seus primeiros cinco membros: Cyro Versiani dos Anjos, Saulo Diniz, Moacyr Gomes e Souza, Segismundo de Araújo Mello e Taciano Gomes de Melo. A primeira sessão plenária foi realizada no mesmo mês, e Cyro dos Anjos foi escolhido como seu primeiro presidente.
Conforme recordado pelo tribunal, "TCDF foi pioneiro ao implementar, desde 1962, a fiscalização descentralizada da Administração Pública do Governo Local, além de instituir a prática de inspeções in loco, semente das futuras auditorias, cinco anos antes das alterações nacionais determinadas pela Constituição de 1967." Após o término da ditadura militar, o número de conselheiros foi aumentado para sete. Na década de 1990, a Lei Orgânica do Distrito Federal integrou a corte de contas ao Poder Legislativo, como órgão auxiliar da Câmara Legislativa do Distrito Federal.

## Conselheiros
De acordo com o regimento interno, atualizado em setembro de 2016 através da Resolução nº 296, o governador do DF é responsável por nomear sete conselheiros, enquanto a Câmara Legislativa tem a prerrogativa de designar quatro deles. Os designados pelo governador devem, obrigatoriamente, obterem o aval dos deputados distritais. Das três nomeações possíveis pelo governador, apenas uma é de sua livre escolha, devendo as outras duas se tratarem de auditores ou de membros do Ministério Público de Contas.
Quando da indicação, os postulantes devem possuir ao menos 35 anos de idade e menos de 65 anos, contar com "idoneidade moral e reputação ilibada", assim como demonstrarem "notórios conhecimentos jurídicos, contábeis, econômicos e financeiros ou de administração pública." Exige-se experiência prévia relacionada às funções do cargo. Uma vez empossados, os conselheiros contam com vitaliciedade e inamovibilidade, e se aposentam compulsoriamente aos 75 anos de idade.

## Composição atual
- Presidente Anilcéia Machado, conselheira desde 2006;[9]
- Vice-presidente Márcio Michel, conselheiro desde 2015;[10]
- Corregedor Inácio Magalhães Filho, conselheiro desde 2010;[11]
- Manoel Paulo de Andrade Neto, conselheiro desde 2000;[12]
- Renato Rainha, conselheiro desde 2001;[13]
- Paulo Tadeu, conselheiro desde 2012;[14]
- José Roberto Paiva Martins, conselheiro desde 2013.[15]